# Censo de los Estados Unidos de 1920
El censo de los Estados Unidos de 1920 es el décimo cuarto censo realizado en Estados Unidos. Se llevó a cabo el 5 de enero de 1920 y dio como resultado una población de 106 021 537 habitantes.

## Realización
En el censo se recolectaron los siguientes datos de todos los habitantes del país:
- Edad
- Estado civil
- En caso de ser extranjero, año de inmigración. Informar si se ha naturalizado y el año de naturalización
- Escolarización
- Alfabetización
- Estado de residencia
- Si es extranjero, lengua materna
- Habilidad para hablar inglés
- Ocupación, industria y clase de trabajador
- Informar si su casa es rentadao o si es dueño, e informar si paga hipoteca

## Resultados
| Posición | Estado               | Población  |
| -------- | -------------------- | ---------- |
| 1        | Nueva York           | 10 385 227 |
| 2        | Pensilvania          | 8 720 017  |
| 3        | Illinois             | 6 485 280  |
| 4        | Ohio                 | 5 759 394  |
| 5        | Texas                | 4 663 228  |
| 6        | Massachusetts        | 3 852 356  |
| 7        | Míchigan             | 3 668 412  |
| 8        | California           | 3 426 861  |
| 9        | Misuri               | 3 404 055  |
| 10       | Nueva Jersey         | 3 155 900  |
| 11       | Indiana              | 2 930 390  |
| 12       | Georgia              | 2 895 832  |
| 13       | Wisconsin            | 2 632 067  |
| 14       | Carolina del Norte   | 2 559 123  |
| 15       | Kentucky             | 2 416 630  |
| 16       | Iowa                 | 2 404 021  |
| 17       | Minnesota            | 2 387 125  |
| 18       | Alabama              | 2 348 174  |
| 19       | Tennessee            | 2 337 885  |
| 20       | Virginia             | 2 309 187  |
| 21       | Oklahoma             | 2 028 283  |
| 22       | luisiana             | 1 798 509  |
| 23       | Misisipi             | 1 790 618  |
| 24       | Kansas               | 1 769 257  |
| 25       | Arkansas             | 1 752 204  |
| 26       | Carolina del Sur     | 1 683 724  |
| 27       | Virginia Occidental  | 1 463 701  |
| 28       | Maryland             | 1 449 661  |
| 29       | Connecticut          | 1 380 631  |
| 30       | Washington           | 1 356 621  |
| 31       | Nebraska             | 1 296 372  |
| 32       | Florida              | 968 470    |
| 33       | Colorado             | 939 629    |
| 34       | Oregón               | 783 389    |
| 35       | Maine                | 768 014    |
| 36       | Dakota del Norte     | 646 872    |
| 37       | Dakota del Sur       | 636 547    |
| 38       | Rhode Island         | 604 397    |
| 39       | Montana              | 548 889    |
| 40       | Utah                 | 449 396    |
| 41       | Nuevo Hampshire      | 443 083    |
| 42       | Distrito de Columbia | 437 571    |
| 43       | Idaho                | 431 866    |
| 44       | Nuevo México         | 360 350    |
| 45       | Vermont              | 352 428    |
| 46       | Arizona              | 334 162    |
| 47       | Hawái                | 255 881    |
| 48       | Delaware             | 223 003    |
| 49       | Wyoming              | 194 402    |
| 50       | Nevada               | 77 407     |
| 51       | Alaska               | 55 036     |

## Ciudades más pobladas
| Posición | Ciudad        | Estado               | Población |
| -------- | ------------- | -------------------- | --------- |
| 1        | Nueva York    | Nueva York           | 5 620 048 |
| 2        | Chicago       | Illinois             | 2 701 705 |
| 3        | Filadelfia    | Pensilvania          | 1 823 779 |
| 4        | Detroit       | Míchigan             | 993 078   |
| 5        | Cleveland     | Ohio                 | 796 841   |
| 6        | San Luis      | Misuri               | 772 897   |
| 7        | Boston        | Massachusetts        | 748 060   |
| 8        | Baltimore     | Maryland             | 733 826   |
| 9        | Pittsburgh    | Pensilvania          | 588 343   |
| 10       | Los Ángeles   | California           | 576 673   |
| 11       | Búfalo        | Nueva York           | 506 775   |
| 12       | San Francisco | California           | 506 676   |
| 13       | Milwaukee     | Wisconsin            | 457 147   |
| 14       | Washington    | Distrito de Columbia | 437 571   |
| 15       | Newark        | Nueva Jersey         | 414 524   |
| 16       | Cincinnati    | Ohio                 | 401 247   |
| 17       | Nueva Orleans | Luisiana             | 387 219   |
| 18       | Mineápolis    | Minnesota            | 380 582   |
| 19       | Kansas City   | Misuri               | 324 410   |
| 20       | Seattle       | Washington           | 315 312   |